# Bartal Eliasen
Bartal Eliasen (Fuglafjørður, 23 agosto 1976) è un ex calciatore faroese, di ruolo difensore.

## Carriera

### Club
Dopo aver giocato con il GÍ Gøta, nel 2004 si trasferisce al Fuglafjørður.

### Nazionale
Dal 1997 al 2009 ha raccolto in totale 6 presenze con la nazionale faroese.

## Palmarès

### Club

#### Competizioni nazionali
- Coppa delle Fær Øer: 1

GÍ Gøta: 2000